# Paryeongsan
Paryeongsan (hangul: 팔영산) är ett berg i Sydkorea.   Det ligger i provinsen Södra Jeolla, i den södra delen av landet, 300 km söder om huvudstaden Seoul. Toppen på Paryeongsan är 609 meter över havet.
Terrängen runt Paryeongsan är kuperad söderut, men norrut är den platt. Paryeongsan är den högsta punkten i trakten. 